# Marion Dönhoff
Marion Hedda Ilse Gräfin Dönhoff, född 2 december 1909 på Schloss Friedrichstein, död 11 mars 2002 på Schloss Crottorf, Rheinland-Pfalz, var en tysk grevinna och journalist.
Hon anses som en av de mest inflytelserika journalisterna och tidningsutgivarna i Tyskland under efterkrigstiden genom Die Zeit. 

## Biografi
Marion Dönhoff föddes som det yngsta av sju barn. Hennes föräldrar var greveparet August Dönhoff (1845–1920) och Maria Dönhoff, född von Lepel (1869–1940). Hon växte upp på familjens slott Friedrichstein, 20 km öster om Königsberg. Hennes syster Christa dog 1924 i barnsäng och hennes bror Heinrich stupade vid fronten 1942. En syster som hade Downs syndrom avled i början av 1960-talet. Hon överlevde som genom ett under en bilolycka som barn. 
År 1928 avlade hon studenten i Potsdam och började 1931 studera ekonomi i Frankfurt am Main. Efter Adolf Hitlers utnämning till rikskansler 1933 flyttade hon till Basel där hon promoverades 1935. Hon förvaltade sedan fram till krigsslutet 1945 familjens ostpreussiska gods Friedrichstein och Quittainen.
Under nazisternas styre stod hon i kontakt med medlemmar ur Kreisauer Kreis och var indirekt med i förberedelserna till 20 juli-attentatet. Flykten västerut från hemmet i Ostpreussen har hon skrivit om i boken Namen, die keiner mehr nennt: Ostpreußen. Menschen und Geschichte''. Hon flydde med häst västerut för att undkomma de från öster framryckande sovjetiska trupperna i januari 1945 och red därför 1 200 km till slottet Vinsebeck vid Steinheim i Westfalen. 
År 1946 började hon skriva för Die Zeit i Hamburg och 1952 blev hon politisk chefredaktör för tidningen. 1954 lämnade hon i protest tillfälligt Die Zeit och flyttade till London och började arbeta med Observers söndagsupplaga. Efter sin comeback till Die Zeit kom Donhöff att leda tidningen in på en liberal kurs där hon kritiserade den rådande västtyska östpolitiken. Hon verkade för en försoning mellan väst och öst. Willy Brandts nya Ostpolitik kom i slutet av 1960-talet.
År 1968 blev Dönhoff Die Zeits chefredaktör vilket hon var fram till 1972. 1973 blev hon medlem i kretsen av tidningens ansvariga utgivare till vilken hon tillhörde ända fram till sin död 2002. Dönhoff, som stammar från en ostpreussisk adelsfamilj, förordade en aktiv politik med östblocket men höll samtidigt minnet av den förlorade hembygden vid liv. Hon gav ut bestsellers som Eine Kindheit in Ostpreußen (1962) och Namen, die keiner mehr nennt: Ostpreußen. Menschen und Geschichte. 1971 mottog hon Friedenspreis des Deutschen Buchhandels ("Tyska bokhandelns fredspris") för sitt arbete för försoning mellan Tyskland och de östeuropeiska länderna.

## Eftermäle
Asteroiden 11075 Dönhoff är uppkallad efter henne.